# Дональд Бредмен
Сер Дональд Джордж Бредмен (англ. Donald Bradman) (27 серпня 1908, Кутамундра — 25 лютого 2001, Кенсінгтон Парк) — австралійський гравець у крикет, який встановив багато рекордів. Посвячений за свої заслуги в лицарі.
Гра Бредмена приваблювала глядачів на матчі його команди. Він не дуже гарно відгукувався про себе, мав напружені стосунки з деякими товаришами по команді, керівниками і журналістами. Після вимушеної перерви, пов'язаної із Другою світовою війною, австралійська команда, капітаном якої був Дональд Джордж Бредмен, стала відома як «Непереможні».

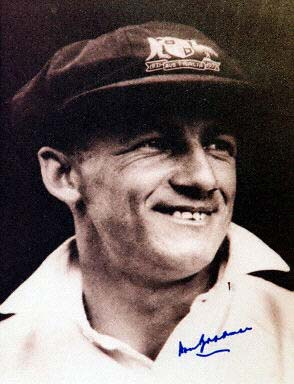
Дональд Бредмен

Після завершення кар'єри гравця, Бредмен пропрацював адміністратором, селекціонером і письменником. У 2001 році прем'єр-міністр Австралії Джон Говард назвав його «найбільшим австралійцем».

## Ранні роки

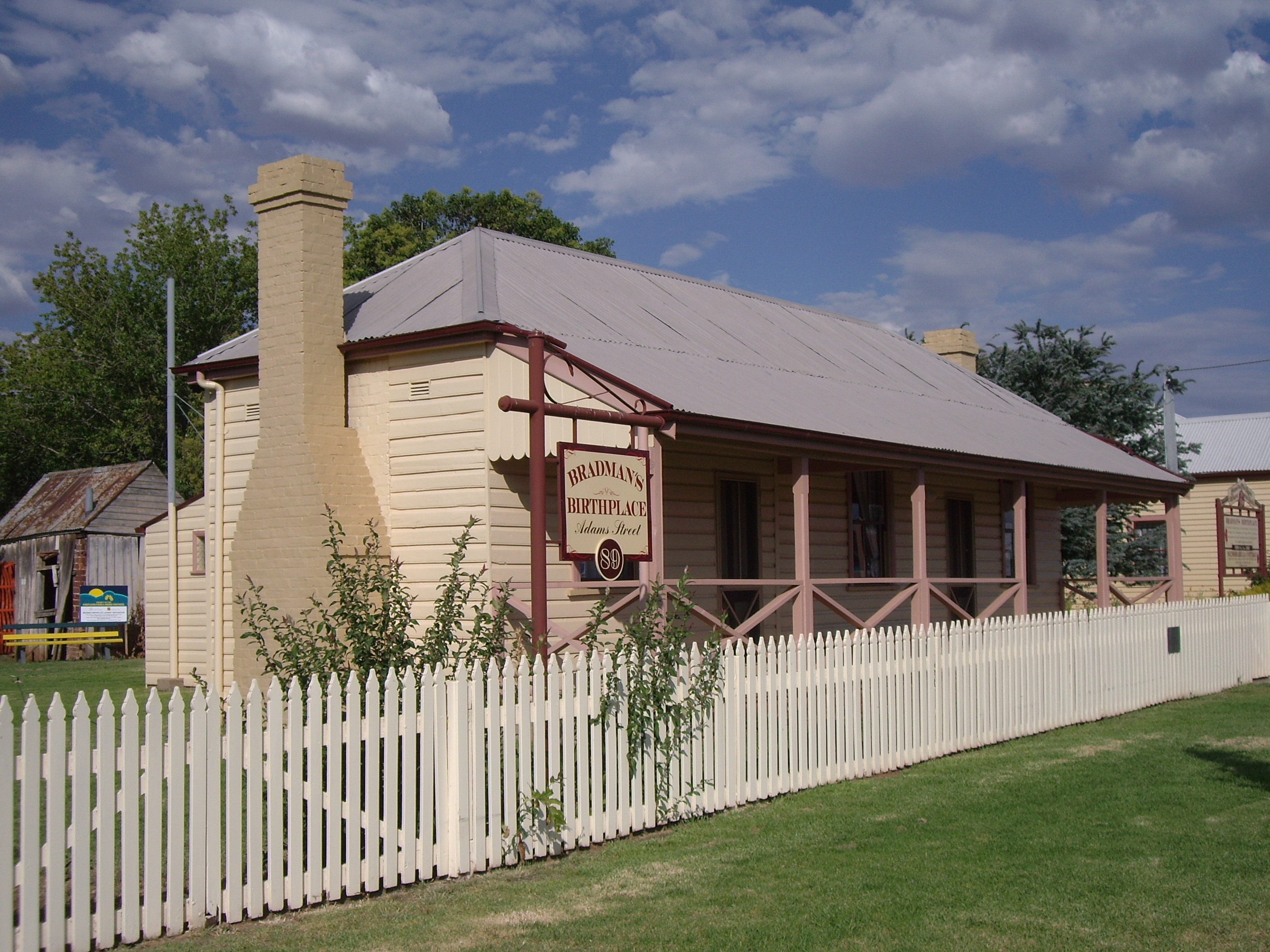
Будинок, у якому народився Бредмен, зараз є музеєм

Дональд Бредмен був молодшим сином Джорджа і Емілі Бредмен. Він народився 27 серпня 1908 року в Кутамундрі (Новий Південний Уельс). У нього був брат і три сестри. Коли Бредмену було близько двох з половиною років, його батьки переїхали в Боурел. Один з прадідів Дональда Бредмена був одним з перших італійців, які припливли до Австралії в 1826 році.
З 1920 по 1921 роки Дональд Бредмен виступав за місцеву команду Боурела, капітаном якої був його дядько Джордж Ватман. У 1922 році працював агентом з нерухомості. Потім він кинув заняття по крикету і став займатися тенісом, проте через два роки знову став грати в крикет.
Бредмен став основним гравцем команди Боурела, а його видатна гра привернула увагу сіднейських газет. У фіналі турніру Moss Vale Бредмен набрав 320 очок. З 1926 року Бредмена стали залучати до тренувань команди Нового Південного Уельсу.

## Дебют
У наступному сезоні «хлопчик із Боурела» продовжив своє сходження. Незважаючи на високі результати, показані Бредменом, його не взяли на ігри другої австралійської збірної в турне Нової Зеландії. Для підвищення своїх шансів потрапляння до австралійської збірної, в сезоні 1928—1929 Бредмен переїжджає до Сіднея. Перший час він продовжував працювати агентом із нерухомості, але пізніше йде працювати в компанію Mick Simmons Ltd. У першому матчі сезону, він відмінно зіграв проти Квінсленда, а в матчі проти збірної Англії, яка проводила турне по Австралії Бредмен набрав 87 очок і заслужив право грати в Брісбені.

## Останні роки
Помер 25 лютого 2001 у віці 92 роки.

## Вшанування пам'яті
Зображення Бредмена з'явилося на поштових марках і монетах. Ще за життя Бредмена був відкритий музей, присвячений його життю. До сторіччя від дня народження Бредмена Королівський австралійський монетний двір випустив 5-доларову пам'ятну золоту монету з його зображенням.
На честь Дональда Бредмена названо астероїд 2472 Бредман, відкритий 27 лютого 1973 року чехословацьким астрономом Любошем Когоутеком.